# Prægraduat uddannelse
 Der er for få eller ingen kildehenvisninger i denne artikel, hvilket er et problem. Du kan hjælpe ved at angive troværdige kilder til de påstande, som fremføres i artiklen.

Prægraduat uddannelse betyder ordret "uddannelse før dimission" eller "uddannelse før tildeling af uddannelsesgrad". Begrebet anvendes som en samlet betegnelse for den grunduddannelse eller det studieforløb på en videregående uddannelse, som en studerende er i færd med at gennemføre forud for sin dimission. En studerende på en prægraduat uddannelse kaldes en prægraduatstuderende.

## Definition og anvendelse
Prægraduate uddannelser omfatter typisk bacheloruddannelser på universiteter og andre videregående uddannelsesinstitutioner. I nogle lande anvendes termen også om uddannelser på professionshøjskoler og lignende institutioner. Efter afslutningen af en prægraduat uddannelse kan en studerende fortsætte på en postgraduat uddannelse, såsom en kandidatgrad eller ph.d.-studium.

## Internationale forskelle
I forskellige lande kan begrebet prægraduat uddannelse have varierende betydninger:
- I Danmark dækker det typisk en bachelorgrad, der varer 3-4 år.
- I USA bruges betegnelsen "undergraduate studies" om uddannelser, der afsluttes med en bachelorgrad.[3]
- I Storbritannien anvendes "undergraduate" på samme måde, men der kan være forskelle i længden af studierne afhængigt af fagområde.[4]